# Eliminatoria a la Eurocopa Sub-18 1990
La Eliminatoria al Campeonato Europeo Sub-18 1990 se llevó a cabo entre 1988 y 1989 y contó con la participación de 32 selecciones juveniles de Europa, las cuales fueron divididas en 8 grupos de 4 equipos cada uno, en donde el vencedor de cada grupo clasificaba a la fase final del torneo a celebrarse en Hungría, otorgando 6 plazas para la Copa Mundial de Fútbol Sub-20 de 1991.

## Grupo 1
| País             | J | G | E | P | GF | GC | GD  | Pts |
| ---------------- | - | - | - | - | -- | -- | --- | --- |
| Suecia           | 6 | 3 | 2 | 1 | 15 | 4  | +11 | 8   |
| Polonia          | 6 | 3 | 2 | 1 | 7  | 8  | –1  | 8   |
| Alemania Federal | 6 | 3 | 1 | 2 | 5  | 7  | –2  | 7   |
| Escocia          | 6 | 0 | 1 | 5 | 3  | 11 | –8  | 1   |

|  | Escocia          | 0–0 | Suecia           |
|  | Escocia          | 1–2 | Polonia          |
|  | Alemania Federal | 0–0 | Polonia          |
|  | Alemania Federal | 1–0 | Escocia          |
|  | Suecia           | 4–0 | Alemania Federal |
|  | Suecia           | 4–0 | Polonia          |
|  | Polonia          | 2–1 | Escocia          |
|  | Suecia           | 4–0 | Escocia          |
|  | Polonia          | 1–0 | Alemania Federal |
|  | Polonia          | 2–2 | Suecia           |
|  | Escocia          | 1–2 | Alemania Federal |
|  | Alemania Federal | 2–1 | Suecia           |

## Grupo 2
| País            | J | G | E | P | GF | GC | GD  | Pts |
| --------------- | - | - | - | - | -- | -- | --- | --- |
| Unión Soviética | 6 | 6 | 0 | 0 | 13 | 2  | +11 | 12  |
| Noruega         | 6 | 2 | 2 | 2 | 8  | 7  | +1  | 6   |
| Países Bajos    | 6 | 1 | 2 | 3 | 6  | 13 | –7  | 4   |
| Chipre          | 6 | 0 | 2 | 4 | 2  | 7  | –5  | 2   |

|  | Noruega         | 2–2 | Países Bajos    |
|  | Chipre          | 0–0 | Noruega         |
|  | Países Bajos    | 2–1 | Chipre          |
|  | Unión Soviética | 2–0 | Chipre          |
|  | Noruega         | 1–0 | Chipre          |
|  | Noruega         | 0–1 | Unión Soviética |
|  | Unión Soviética | 3–0 | Noruega         |
|  | Países Bajos    | 1–5 | Noruega         |
|  | Países Bajos    | 0–3 | Unión Soviética |
|  | Chipre          | 1–2 | Unión Soviética |
|  | Unión Soviética | 2–1 | Países Bajos    |
|  | Chipre          | 0–0 | Países Bajos    |

## Grupo 3
| País           | J | G | E | P | GF | GC | GD  | Pts |
| -------------- | - | - | - | - | -- | -- | --- | --- |
| Inglaterra     | 6 | 3 | 2 | 1 | 10 | 2  | +8  | 8   |
| Francia        | 6 | 2 | 3 | 1 | 6  | 5  | +1  | 7   |
| Checoslovaquia | 6 | 2 | 2 | 2 | 4  | 3  | +1  | 6   |
| Grecia         | 6 | 1 | 1 | 4 | 5  | 15 | –10 | 3   |

|  | Inglaterra     | 5–0 | Grecia         |
|  | Inglaterra     | 1–1 | Francia        |
|  | Grecia         | 2–3 | Francia        |
|  | Grecia         | 0–3 | Inglaterra     |
|  | Checoslovaquia | 0–0 | Grecia         |
|  | Checoslovaquia | 1–0 | Inglaterra     |
|  | Francia        | 1–0 | Checoslovaquia |
|  | Grecia         | 1–3 | Checoslovaquia |
|  | Francia        | 0–0 | Inglaterra     |
|  | Checoslovaquia | 0–0 | Francia        |
|  | Inglaterra     | 1–0 | Checoslovaquia |
|  | Francia        | 1–2 | Grecia         |

## Grupo 4
| País     | J | G | E | P | GF | GC | GD  | Pts |
| -------- | - | - | - | - | -- | -- | --- | --- |
| Portugal | 6 | 5 | 1 | 0 | 11 | 1  | +10 | 11  |
| Italia   | 6 | 4 | 1 | 1 | 10 | 3  | +7  | 9   |
| Albania  | 6 | 1 | 0 | 5 | 6  | 8  | –2  | 2   |
| Suiza    | 6 | 1 | 0 | 5 | 1  | 16 | –15 | 2   |

|  | Albania  | 4–0 | Suiza    |
|  | Portugal | 2–1 | Albania  |
|  | Albania  | 1–2 | Italia   |
|  | Albania  | 0–3 | Portugal |
|  | Albania  | 0–2 | Portugal |
|  | Suiza    | 0–2 | Italia   |
|  | Italia   | 1–0 | Albania  |
|  | Portugal | 2–0 | Suiza    |
|  | Italia   | 0–2 | Portugal |
|  | Suiza    | 1–0 | Albania  |
|  | Italia   | 5–0 | Suiza    |
|  | Portugal | 0–0 | Italia   |

## Grupo 5
| País                 | J | G | E | P | GF | GC | GD | Pts |
| -------------------- | - | - | - | - | -- | -- | -- | --- |
| Bélgica              | 6 | 3 | 1 | 2 | 10 | 6  | +4 | 7   |
| Yugoslavia           | 6 | 3 | 0 | 3 | 8  | 7  | +1 | 6   |
| Gales                | 6 | 2 | 2 | 2 | 7  | 10 | –3 | 6   |
| Alemania Democrática | 6 | 1 | 3 | 2 | 4  | 6  | –2 | 5   |

|  | Alemania Democrática | 0–1 | Yugoslavia           |
|  | Bélgica              | 1–1 | Alemania Democrática |
|  | Yugoslavia           | 4–1 | Gales                |
|  | Gales                | 2–0 | Bélgica              |
|  | Bélgica              | 2–1 | Yugoslavia           |
|  | Gales                | 0–0 | Alemania Democrática |
|  | Alemania Democrática | 0–2 | Bélgica              |
|  | Yugoslavia           | 1–2 | Alemania Democrática |
|  | Yugoslavia           | 1–0 | Bélgica              |
|  | Bélgica              | 5–1 | Gales                |
|  | Alemania Democrática | 1–1 | Gales                |
|  | Gales                | 2–0 | Yugoslavia           |

## Grupo 6
| País     | J                                           | G                                           | E                                           | P                                           | GF                                          | GC                                          | GD                                          | Pts                                         |
| -------- | ------------------------------------------- | ------------------------------------------- | ------------------------------------------- | ------------------------------------------- | ------------------------------------------- | ------------------------------------------- | ------------------------------------------- | ------------------------------------------- |
| Irlanda  | 4                                           | 3                                           | 0                                           | 1                                           | 8                                           | 1                                           | +7                                          | 6                                           |
| Bulgaria | 4                                           | 3                                           | 0                                           | 1                                           | 4                                           | 4                                           | 0                                           | 6                                           |
| Malta    | 4                                           | 0                                           | 0                                           | 4                                           | 1                                           | 8                                           | –7                                          | 0                                           |
| Islandia | Abandonó el torneo luego del primer partido | Abandonó el torneo luego del primer partido | Abandonó el torneo luego del primer partido | Abandonó el torneo luego del primer partido | Abandonó el torneo luego del primer partido | Abandonó el torneo luego del primer partido | Abandonó el torneo luego del primer partido | Abandonó el torneo luego del primer partido |

|  | Irlanda  | 3–0 | Islandia |
|  | Malta    | 1–2 | Bulgaria |
|  | Irlanda  | 2–0 | Malta    |
|  | Bulgaria | 1–0 | Malta    |
|  | Irlanda  | 3–0 | Bulgaria |
|  | Malta    | 0–3 | Irlanda  |
|  | Bulgaria | 1–0 | Irlanda  |

## Grupo 7
| País      | J | G | E | P | GF | GC | GD | Pts |
| --------- | - | - | - | - | -- | -- | -- | --- |
| España    | 6 | 4 | 1 | 1 | 12 | 7  | +5 | 9   |
| Dinamarca | 6 | 2 | 2 | 2 | 11 | 10 | +1 | 6   |
| Rumania   | 6 | 1 | 4 | 1 | 7  | 7  | 0  | 6   |
| Austria   | 6 | 0 | 3 | 3 | 4  | 10 | –6 | 3   |

|  | España    | 4–2 | Dinamarca |
|  | Austria   | 1–2 | España    |
|  | Austria   | 1–1 | Rumania   |
|  | Dinamarca | 2–0 | España    |
|  | Rumania   | 1–3 | España    |
|  | Dinamarca | 2–2 | Rumania   |
|  | Dinamarca | 4–1 | Austria   |
|  | España    | 0–0 | Rumania   |
|  | Austria   | 0–0 | Dinamarca |
|  | Rumania   | 0–0 | Austria   |
|  | Rumania   | 3–1 | Dinamarca |
|  | España    | 3–1 | Austria   |

## Grupo 8
| País       | J | G | E | P | GF | GC | GD  | Pts |
| ---------- | - | - | - | - | -- | -- | --- | --- |
| Hungría    | 6 | 4 | 2 | 0 | 14 | 2  | +12 | 10  |
| Turquía    | 6 | 3 | 3 | 0 | 12 | 6  | +6  | 9   |
| Finlandia  | 6 | 2 | 1 | 3 | 12 | 8  | +4  | 5   |
| Luxemburgo | 6 | 0 | 0 | 6 | 3  | 25 | –22 | 0   |

|  | Finlandia  | 0–1 | Hungría    |
|  | Luxemburgo | 0–5 | Finlandia  |
|  | Turquía    | 3–1 | Luxemburgo |
|  | Hungría    | 6–0 | Luxemburgo |
|  | Hungría    | 3–0 | Finlandia  |
|  | Finlandia  | 2–2 | Turquía    |
|  | Turquía    | 1–0 | Finlandia  |
|  | Finlandia  | 5–1 | Luxemburgo |
|  | Hungría    | 2–2 | Turquía    |
|  | Luxemburgo | 0–2 | Hungría    |
|  | Turquía    | 0–0 | Hungría    |
|  | Luxemburgo | 1–4 | Turquía    |